# Arturo Sáenz de la Calzada
Pour les articles homonymes, voir Sáenz et Calzada.
Arturo Sáenz de la Calzada Gorostiza né à Labraza dans l'Alava, en 1907 et mort en 2003 à Mexico, est un architecte républicain espagnol, lauréat du Prix national d'architecture espagnol en 1935.

## Biographie
Fils d'un vétérinaire de La Rioja, il naît à Labraza, au Pays basque.
Il suit des études à León dans les années 1920, puis étudie l'architecture à l'Université de Madrid, en s'installant à la célèbre Résidence d'étudiants.
Il rencontre alors le poète Federico Garcia Lorca et participe au projet théâtral de La Barraca sous la Seconde République, en tant que comédien et d'administrateur.
La guerre d'Espagne éclate en 1936. Il est emprisonné à León par les nationalistes, puis réussit à rejoindre Séville, puis Tanger et enfin Marseille avec son frère Carlos.
Il rejoint ensuite Londres où il se marie et participe à l'aide aux enfants espagnols réfugiés de la guerre.
En 1938, il revient en Catalogne pour se battre contre les franquistes. Après de la chute de Barcelone, il doit s'exiler en France en février 1939. Après être passé par le camp de concentration de Saint Cyprien, il réussit à s'embarquer pour Veracruz où il arrive le 13 juin.
En 1940, lors de l'épuration franquiste, il est condamné à l'interdiction de travailler en Espagne du fait de sa participation à la République.
Il commence alors une nouvelle vie, en exil, au Mexique, où il continue son métier d'architecte, jusqu'à son décès en 2003.